# Protodriliformia
Protodriliformia ist der Name eines Taxons winziger bis kleiner, im Sandlückensystem von Bakterien lebender Vielborster (Polychaeta), die in Meeren weltweit zu finden sind, und das neben den Protodrilida die Familie der Polygordiidae umfasst.

## Merkmale
Die Protodriliformia haben meist einen durchsichtigen bis weißlichen, bisweilen gelben, orangefarbenen oder grünen Körper, der je nach Untertaxon 1,6 mm bis 10 cm lang und höchstens 1 mm breit wird und bis zu 200 Segmente zählen kann, dem aber Parapodien fehlen. Am Prostomium sitzt stets ein Paar Palpen (auch als „Tentakel“ bezeichnet) mit Sinnesfunktion, die bei den Protodrilida fein und sehr beweglich, bei den Polygordiida dagegen steif und fest sind, sowie ein Paar Nuchalorgane. Darüber hinaus gibt es in beiden Ordnungen sowohl blinde als auch Arten, die einfach pigmentierte Augen besitzen. Die Tiere besitzen meist bauchseitig der Fortbewegung dienende Wimperreihen, deren Umfang und Form aber stark variiert. Die Protodriliformia haben ein Pygidium mit Klebdrüsen, mit denen sich die Tiere an Sedimentkörnern festheften. Ein einfaches geschlossenes Blutgefäßsystem mit farblosem Blut ist vorhanden, doch fehlt ein zentrales Herz.

## Lebensraum
Die Protodriliformia leben im Sandlückensystem meist grober Sedimente mit größeren Lücken, denn sie können sich keine Gänge selbst graben. Die meisten Arten weiden die Bakterien ab, die auf der Oberfläche der Sandkörner leben. Die Tiere bewegen sich mithilfe ihres bauchseitigen Wimpernstreifens fort und vermögen sich mithilfe ihres klebrigen Pygidiums an einem Sandkorn festzuheften.

## Entwicklungszyklus
Die meisten Protodriliformia getrenntgeschlechtlich. Während es bei den Saccocirridae (mit Penis und Vagina) und den Protodrilidae (mit Spermatophoren) innerer Befruchtung gibt, werden bei den Polygordiidae die Eier im freien Meerwasser befruchtet. Bei vielen Arten in beiden Ordnungen werden die Gameten durch Zerreißen der Epidermis entlassen, bei einigen Arten aber über Eileiter. Die Entwicklung verläuft meist über eine frei schwimmende Trochophora-Larve, bei Protodriloides mit seinen sehr großen Eiern jedoch direkt in einem Kokon, aus dem fertige Würmer schlüpfen.

## Systematik
Das Taxon Protodriliformia, bestehend aus den Ordnungen Protodrilida und Polygordiida, wurde von Struck, Golombek und anderen 2015 aufgestellt als Schwestergruppe der aus den (Unter-)Ordnungen Eunicida und Phyllodocida bestehenden Aciculata, mit denen es die Gruppe der (neu umgrenzten) Errantia bildet. Eine wesentliche Aussage dieser Arbeit ist, dass sich die Protodriliformia durch Verzwergung in Anpassung an immer engere Sandlückensysteme (Interstitia) mit immer kleineren Lücken auf Grund immer feinerer Sedimente zu den heute bekannten winzigen Formen entwickelten, während eine nicht näher verwandte andere Annelidengruppe der Sandlückensysteme, die zu einem stark erweiterten Taxon Sedentaria gehörenden Orbiniida, Anpassung an das Interstitium durch Progenese erreichten. Früher fassten einige Autoren sämtliche sandlückenbewohnenden Ringelwürmer – also Protodriliformia und Orbiniida – zu den so genannten Archiannelida (auch Archiannelides, „Altringelwürmer“) zusammen, deren Ähnlichkeiten untereinander heute als Konvergenzen angesehen werden.
Das aus dieser Arbeit resultierende Kladogramm der Errantia mit den Protodriliformia sieht folgendermaßen aus:
|  | \| \| Protodrilidae \| \| \| \| \| \| Protodriloididae \| \| \| \| |
|  |                                                                    |
|  | Saccocirridae                                                      |
|  |                                                                    |
|  | Protodrilidae                                                      |
|  |                                                                    |
|  | Protodriloididae                                                   |
|  |                                                                    |

|  | Protodrilidae    |
|  |                  |
|  | Protodriloididae |
|  |                  |

|  | \| \| Protodrilidae \| \| \| \| \| \| Protodriloididae \| \| \| \| |
|  |                                                                    |
|  | Saccocirridae                                                      |
|  |                                                                    |
|  | Protodrilidae                                                      |
|  |                                                                    |
|  | Protodriloididae                                                   |
|  |                                                                    |

|  | Protodrilidae    |
|  |                  |
|  | Protodriloididae |
|  |                  |

|  | Eunicida     |
|  |              |
|  | Phyllodocida |
|  |              |

|  | \| \| Protodrilidae \| \| \| \| \| \| Protodriloididae \| \| \| \| |
|  |                                                                    |
|  | Saccocirridae                                                      |
|  |                                                                    |
|  | Protodrilidae                                                      |
|  |                                                                    |
|  | Protodriloididae                                                   |
|  |                                                                    |

|  | Protodrilidae    |
|  |                  |
|  | Protodriloididae |
|  |                  |

|  | \| \| Protodrilidae \| \| \| \| \| \| Protodriloididae \| \| \| \| |
|  |                                                                    |
|  | Saccocirridae                                                      |
|  |                                                                    |
|  | Protodrilidae                                                      |
|  |                                                                    |
|  | Protodriloididae                                                   |
|  |                                                                    |

|  | Protodrilidae    |
|  |                  |
|  | Protodriloididae |
|  |                  |

|  | Eunicida     |
|  |              |
|  | Phyllodocida |
|  |              |